# تپه خرابه نیاق
تپه خرابه نیاق در شهرستان قزوین، بخش مرکزی، روستای نیاق واقع شده و این اثر در تاریخ ۲۵ اسفند ۱۳۸۰ با شمارهٔ ثبت ۵۵۶۳ به‌عنوان یکی از آثار ملی ایران به ثبت رسیده است.